# 藤門弘
藤門 弘（ふじかど ひろし、1946年 - ）は、日本の著作家、写真家。北海道赤井川村で果樹作りを中心とする「アリス・ファーム」代表。

## 経歴
1946年、上海生まれ。神奈川県横浜市、東京都で育つ。立教大学卒業、早稲田大学中退。
1974年に岐阜県の山村へ移り住み、「アリス・ファーム」を設立した。その後、2016年5月には中華系シンガポール企業に売却。1983年からは北海道で暮らしている。
シェーカー家具研究家。家具工房、染色工房、農業などに携わっている。赤井川村村会議員（4期目）。

## 人物
- 趣味は、野鳥観察・大工・バグパイプ他多数[2]。
- 犬を飼い始めて40年以上、今まで30匹以上と付き合った[1]。

## 著作

### 単著
- 『ハンドメイド・ハウス 自分たちで家を建てるために (Country Life Text Books Vol.1)』（山と渓谷社、1983年）
- 『カントリー・ファニチュア 木肌が息づく家具・小物づくり (Country Life Text Books Vol.2)』（山と渓谷社、1983年）
- 『アンクル・アーサー野を駆ける』（クロスロード選書、1987年）
- 『アリス! 牧場の父親日記』（平凡社、1988年）
- 『土の唄、風の夢 牧場物語』（小学館、1989年 / 新潮文庫、1994年）
- 『有巣の風物語 牧場の少年』（小学館、1989年）
- 『シェーカーへの旅 祈りが生んだ生活とデザイン』（住まいの図書館出版局、1992年 / 平凡社ライブラリー、2000年）
- 『犬もゆったり育てよう 「ぼんやり犬」養成講座』（新潮OH!文庫、2002年）
- 『ブルーベリー読本』（平凡社、2007年）

### 共著
- 『カントリー・ライフのすすめ』（宇土巻子と共著、講談社文庫、1984年）
- 『北の大地に暮らす アリス・ファーム田園通信』（宇土巻子と共著、山と渓谷社、1987年）
- 『川を考える 自然人のための本箱』（野田知佑と共著、岩波書店、1992年）
- 『世界の川を旅する』（野田知佑と共著、世界文化社、2001年）

### 訳書
- 『ワイルドライフ・スケッチブック』（キース・ブロッキー著、山と渓谷社、1984年）
- 『シェーカー 生活と仕事のデザイン』（ジューン・スプリッグ著、平凡社、1992年）
- 『シェーカー家具 デザインとディテール』（John Kassay著、理工学社、1996年）

### その他
- 『スミス&ホーケン アウトドア・ガーデニングの本』（監修、フェリシモ、1999年）